# Thomas Creech
Pour les articles homonymes, voir Creech.
Thomas Creech (1659 - 1700), écrivain anglais, né à Blandford (Dorsetshire).
Amoureux d'une demoiselle qui ne répondait point à ses vœux, il se pendit de désespoir. 
On a de lui plusieurs traductions d'ouvrages latins et grecs : celle de Lucrèce en vers anglais, Oxford, 1682, in-8, est la plus estimée. 
Il a aussi donné une bonne édition de ce poète, Londres, 1694, in-8.

## Source
Cet article comprend des extraits du Dictionnaire Bouillet. Il est possible de supprimer cette indication, si le texte reflète le savoir actuel sur ce thème, si les sources sont citées, s'il satisfait aux exigences linguistiques actuelles et s'il ne contient pas de propos qui vont à l'encontre des règles de neutralité de Wikipédia.